# Гайнц Арнольд
Гайнц Арнольд (нім. Heinz Arnold; 12 лютого 1919, Флеа, Саксонія — 17 квітня 1945, Шварца, Тюрингія) — німецький льотчик винищувальної авіації, оберфельдфебель люфтваффе. Кавалер Німецького хреста в золоті. Один з німецьких асів реактивної авіації Люфтваффе в ході Другої світової війни.

## Біографія
У вересні 1939 року вступив в люфтваффе, пройшов підготовку в Училищі льотчиків-винищувачів в Тутові. З січня 1940 року служив у 12-му навчальному льотному полку. В другій половині 1940 року пройшов підготовку в 5-му училищі льотчиків-винищувачів, після завершення якої був направлений в 5-ту винищувальну ескадру. Учасник Німецько-радянської війни. В 1944 році переведений в 11-ту ескадрилью 7-ї винищувальної ескадри, оснащену реактивними винищувачами Messerschmitt Me.262. Загинув у бою з американськими винищувачами.
Всього за час бойових дій збив 49 літаків, з них 42 радянських і 5 чотиримоторних бомбардувальників. Всі перемоги на Західному фронті здобув на Me.262.
Винищувач Me 262 (бортовий номер 500491), на якому літав Арнольд, з відмітками про особисті перемоги виставлений у Смітсонівському інституті у Вашингтоні.

## Нагороди
- Нагрудний знак пілота
- Залізний хрест 2-го і 1-го класу
- Авіаційна планка винищувача
- Почесний Кубок Люфтваффе (26 липня 1944)
- Німецький хрест в золоті (26 жовтня 1944)